# Candlelight Records
Candlelight Records ist ein vom früheren Extreme-Noise-Terror-Bassisten Lee Barrett gegründetes Independent-Label mit Sitz in London. Der stilistische Schwerpunkt des Labels liegt auf Black Metal und Death Metal. Zum aktuellen Roster gehören Bands wie Obituary, Nachtmystium, Absu und 1349. Besonderes Renommee erlangte das Label durch die Veröffentlichung der ersten Alben von Opeth, der ersten EP von Enslaved sowie des Gesamtwerks der stilprägenden norwegischen Black-Metal-Band Emperor. Auch die Tonträger von personell mit Emperor verbundenen Gruppen wie Zyklon, Peccatum oder Ihsahn erschienen über Candlelight.
Neben der Realisation eigener Produktionen erwarben Candlelight im Laufe ihrer Geschichte immer wieder die Rechte an attraktiven Backkatalog-Titeln anderer Tonträgerhersteller. So wurden 1999 einige Alben der renommierten Death-Rock-Band Christian Death aus den 1980er und 1990er Jahren über Candlelight wiederveröffentlicht. 2002 und 2003 erschienen unter Lizenz von Misanthropy Records Neuauflagen von Alben von Arcturus (Aspera hiems symfonia, La Masquerade Infernale), Ved Buens Ende (Written in Waters) und Fleurety (Min tid skal komme), die zu der Zeit bereits als Klassiker des avantgardistischen norwegischen Black Metals galten. 2010 veröffentlichte Candlelight Neuauflagen des gesamten Backkatalogs der norwegischen symphonischen Black-Metal-Band Limbonic Art.
Candlelights Tochterfirma für den nordamerikanischen Markt, Candlelight Records USA, lizenzierte zudem das Repertoire europäischer Labels für dieses Territorium. So wurde 2004 beispielsweise ein Lizenzvertrag mit dem französischen Metal-Label Appease Me geschlossen, 2005 eine Lizenzvereinbarung mit AFM Records aus Deutschland.
Im Januar 2016 wurde bekannt, dass die Labelinhaber Edward Christie und Steve Beatty ihre Unternehmensanteile an Spinefarm Records verkauft haben, wodurch das Label Teil der Universal Music Group wurde.

## Bands und Künstler (Auswahl)
- 1349
- Abigail Williams
- Anaal Nathrakh
- Bio-Cancer
- Blut aus Nord
- Carnal Forge
- Coltsblood
- Crowbar
- Dawn of Dreams
- Emperor
- Falloch
- Furze
- Havok
- Ihsahn
- Illdisposed
- Manes
- Monolithe
- Nebelhexe
- Omnium Gatherum
- Onslaught
- Opeth
- Sear Bliss
- Sigh
- Susperia
- The Fiend
- To-Mera
- Zyklon